# Gompholobium subulatum
Gompholobium subulatum är en ärtväxtart som beskrevs av George Bentham. Gompholobium subulatum ingår i släktet Gompholobium och familjen ärtväxter. IUCN kategoriserar arten globalt som livskraftig. Inga underarter finns listade i Catalogue of Life.